# 癸卯学制
癸卯学制是中国近代史上第一个正式实行的学制。颁布于1904年1月13日，是《钦定学堂章程》之后由张百熙等人重新拟定的《奏定学堂章程》，称为癸卯学制，是中国第一个由中央政府颁布在全国范围内实行的法定近代学制系统，标志着近代新式教育制度的确立。

## 历史
光绪二十八年，清廷颁布壬寅学制，但由于主持编写壬寅学制的张百熙因偏袒新学而遭到谤议论，也因该学制置顶仓促存在诸多不足，公布后即有人提出不同意见。在这样的情况下，管学大臣张百熙、荣庆于1903年以“学堂为当今第一要务，张之洞为当今第一通晓学务之人” ，奏请张之洞，同会孫家鼐等復會同釐訂學堂章程，修正前制，商办学务，上谕照准。
光绪二十九年十一月廿六日，清廷公布《奏定学堂章程》。包括《学务纲要》、《各学堂管理通则》、《蒙养院章程及家庭教育法章程》、《初等小学堂章程》、《高等小学堂章程》、《中学堂章程》、《高等学堂章程》、《大学堂章程》（附通儒院章程）、《初级师范学堂章程》、《优级师范学堂章程》、《任用教员章程》、《初等农工商实业学堂章程》（附实业补习普通学堂及艺徒学堂各章程）、《中等农工商实业学堂章程》、《高等农工商实业学堂章程》、《实习教员讲习所章程》、《实业学堂通则》、《译学馆章程》（译学馆又称方言学堂）、《进士舘章程》等。因该年为癸卯年而称为“癸卯学制”。

## 学制系统
学制主要划分为三段七级。第一阶段为初等教育，分三级，包括蒙养院（相當於現在幼稚園）、初等小学堂（五年）和高等小学堂（四年）。第二阶段为中等教育，即中学堂（五年）。第三阶段为高等教育，分三级，包括高等学堂（三年）或大学预科、大学堂（三年至四年）、通儒院（相當於現在研究院）。
蒙养院是幼儿教育机构，為保育招收3岁至7岁幼儿之所，「附設於育嬰堂及敬節堂內」。蒙养院纳入学制标志着学前幼儿教育已开始被重视。

## 修改
光緒三十一年冬，學部成立，曾對癸卯學制作如下修改：
- （一）光緒三十一年十二月，學部通令全國設立半日學堂，專收貧寒子弟，不取學費，不拘年歲。是為中國實施社會教育之始。[2]
- （二）光緒三十三年正月，頒布女子小學章程，分初等小學、高等小學兩級，修業期各四年，但規定男女分別設立，不得混合，是為中國注重女子教育之始。[2]
- （三）宣統元年三月變通初等小學章程分初等小學為三種：五年完全科、四年簡易科、三年簡易科。[4]
- （四）宣統三年，規定義務教育為四年，並擬定實施辦法，是為中國推行義務教育之始。[5]
- 癸卯學制自頒行後，除上述數度修訂外，大致沿用，以迄清末。[5]